# Trutbådan (nordöst om Bergö, Malax)
Trutbådan är en ö i Finland. Den ligger i Norra kvarken och i kommunen Malax i landskapet Österbotten, i den västra delen av landet. Ön ligger omkring 20 kilometer sydväst om Vasa och omkring 370 kilometer nordväst om Helsingfors.
Öns area är 2 hektar och dess största längd är 210 meter i sydöst-nordvästlig riktning. Närmaste större samhälle är Vasa, 18,9 km nordost om Trutbådan.